# گردشگاه چشمه سلمانی
گردشگاه چشمهٔ سلمانی یکی از گردشگاه‌های طبیعی استان فارس می‌باشد که در منطقهٔ «تنگ‌سعید» و در پیرامون پارک ملی بمو قرار گرفته است. چشمهٔ آب‌شیرین سلمانی در این گردشگاه از دل زمین می‌جوشد؛ از همین‌رو نام این گردشگاه را «گردشگاه چشمهٔ سلمانی» نهاده‌اند. این گردشگاه در ۱۲ کیلومتری شیراز و قبل از مسیر انحرافی در محور شیراز-خرامه واقع شده است.